# Saber of Black (Fate/Apocrypha)
Saber of Black es un personaje de ficción de la novela ligera japonesa y serie de anime Fate/Apocrypha de TYPE-MOON. Es uno de los servants que fue invocado por la Facción Oscura para participar en la guerra por el Gran Grial. Es un poderoso y legendario espadachín que se hizo famoso en la mitología germana, motivo por el cual es considerado como un Saber. De personalidad tranquila y humilde, es un héroe del pasado que jamás duda en ayudar a quien le necesite, reconocido como un guerrero con un gran sentido del honor.
Su Seiyu es Junichi Suwabe, quien anteriormente le ha dado su voz a otros personajes de la misma franquicia.

## Verdadera identidad
Su verdadera identidad es Siegfried, protagonista del poema el Cantar de los nibelungos, más conocido como el "Asesino de Dragones". Nació como un príncipe de linaje noble en los Países Bajos, el cual estuvo en numerosas batallas desde que era joven. Sus grandes hazañas lo convirtieron en un héroe justiciero, dispuesto a cumplir los deseos de su pueblo, pero su leyenda apenas estaba comenzando.
Su mayor desafío fue enfrentar a Fafnir, el dragón maligno que protegía el tesoro de los nibelungos en el Brezal de Gnita. Usando la espada sagrada Balmung, Siegfried logró derrotar al monstruo, en cuya sangre se bañó para hacerse invulnerable. Aquello le permitió convertirse en un guerrero invencible, ganando el respeto y la admiración de muchas naciones de Europa. No obstante, hubo un lugar de su espalda "donde se había pegado una hoja de tilo" que no fue bañado por la sangre, dejando entrever su punto débil, el cual mantuvo en secreto por mucho tiempo.
Con la obtención del tesoro de los nibelungos, la fama de Siegfried siguió aumentando, hasta que conoció a la princesa de Borgoña, llamada Kriemhild, empezando así un romance. El héroe inmortal logró casarse con la hermosa princesa, y ayudó a Borgoña en muchas batallas, pero el destino comenzó a mostrar una sombra entre tantas glorias. Su cuñado, el Rey Gunter, estaba enamorado de la reina de Islandia, llamada Brünnhilde, y por ello le pidió a Siegfried que le ayudara a conquistar a esa orgullosa y poderosa reina.
Usando un abrigo mágico, Siegfried respaldó a su cuñado para superar las pruebas y derrotar a Brünnhilde, logrando así tomar su mano en matrimonio. Sin embargo, la reina sospechaba del engaño, sintiéndose muy ofendida al descubrir la verdad. Las acciones de Siegfried, aunque no fueran consideradas un crimen, provocaron un desastre entre sus semejantes, un tenso conflicto entre Kriemhild y Brünnhilde se había desatado, que eventualmente afectó a ambas naciones.
Aquel conflicto acorraló a Siegfried, quien no tuvo más remedio que recurrir a su propia muerte para enmendar su error. Para ello, el héroe reveló su único punto débil a su amigo Hagen, el cual había comenzado a preparar un cobarde asesinato para deshacerse de su viejo amigo. Al ser alguien tan generoso con su gente, Siegfried comprendió que debía sacrificarse para evitar una tragedia. Un día, mientras bebía agua en un bosque, Hagen le arrojó una lanza en su punto débil, logrando así asesinar al héroe, quien no opuso ninguna resistencia. Incluso en el final de su vida, Siegfried se preguntaba una y otra vez si tomó la decisión correcta o no, al hacer lo que fuera necesario para ayudar a otros, una duda que lo acompañaría después de su muerte.
A pesar de su noble sacrificio, su esposa Kriemhild desató una terrible venganza contra quienes causaron la muerte de su amado, terminando así la trágica historia de amor.

## Noble Phantasm
- Balmung: Gran espada fantasmal, Caída del demonio volador

Rango: A+
Tipo: Anti Ejército.
Es una espada sagrada de la mitología nórdica, forjada en la era de los dioses. Su larga y oscura hoja fue capaz de atravesar la gruesa piel del dragón maligno Fafnir, lo que demuestra su inmenso poder. Al ser un arma que asesina dragones, obtiene un plus de ataque contra cualquier servant que tenga atributos de dragón. La empuñadura de Balmung posee una joya que almacena el Eter verdadero, la cual libera un aura crepuscular convertida en un destello majestuoso. Al pronunciar su nombre, la espada libera el poderoso destello en forma semicircular, siendo capaz de arrasar con ejércitos enteros. A pesar de sus limitaciones a larga distancia, Balmung tiene el poder suficiente para rivalizar con armas de rango superior.
- Armor of Fafnir: Armadura de sangre del dragón malvado

Rango: B+
Tipo: Defensa.
Se trata de un poder que recrea la leyenda de Siegfried, quien se bañó con la sangre del dragón Fafnir, obteniendo así un cuerpo inmortal, haciendo que ningún arma fuese capaz de herirlo durante su vida. Como servant, su cuerpo es capaz de resistir ataques físicos y mágicos de rango B o inferior, y en caso de ser atacado con un Noble Phantasm, la armadura aumenta su defensa a rango B+. Si bien las armas de rango A en adelante pueden herirlo, estas son reducidas a rango E para disminuir el daño recibido. Al igual que en su leyenda, Siegfried posee un pequeño punto débil en su espalda, pero las posibilidades de que un servant pueda darle justo en ese lugar son muy bajas.

## Papel
Fue invocado por la familia Yggdramillennia para luchar en la guerra por el Gran Grial, en compañía de otros 6 servants, puesto que las reglas de esa nueva guerra involucraban a 14 servants, divididos en dos facciones. Con su invocación completada, todo parecía ir bien en el desarrollo de las batallas, pero el destino tenía otros planes para el legendario guerrero. Su master era Gordes Musik Yggdmillennias, un hombre arrogante y malhumorado que miraba a su servant como una mera herramienta, lo cual complicó la relación entre ellos desde el principio.
Pese a ello, mantuvieron su pacto para seguir en campaña, siendo su primer desafío, rescatar a la servant Ruler de un ataque perpetrado por Lancer of Red. Saber of Black y Lancer of Red lucharon a muerte durante toda una noche, sin que ninguno de los dos retrocediera, mostrando una gran determinación y respeto mutuo. Al amanecer de ese día, ambos juraron que volverían a enfrentarse algún día, puesto que el master de Lancer of Red le pidió retirarse del campo de batalla.
Posteriormente, Saber en compañía de otros servants de la facción oscura, defendieron el Castillo Yggdramillennia de la invasión de 3 servants de la facción roja. En el bosque cercano al castillo, Saber of Black y Berserker of Black se enfrentaron a Rider of Red y Archer of Red, enfrentamiento que fue estropeado por la impaciencia de Gordes, quien utilizó un sello de comando para obligar a su servant a usar su Noble Phantasm. Al descubrir lo que sucedía, Darnic detuvo la orden de Gordes y le criticó por su incompetencia.
Una vez que los servant rojos se marcharon, los magos de la familia Yggdmillennia son informados sobre el escape de un homúnculo, al cual debían capturar lo antes posible. De regreso en el bosque, Saber y Gordes encontraron a Rider of Black, quien había sacado a un joven homúnculo del castillo para dejarlo en libertad, a lo que Gordes le ordenó a su servant detenerles. Saber y Rider se enfrentan en una corta batalla, donde Rider trataba de convencer a Saber de que hacía lo correcto al salvar a ese homúnculo, porque eso es lo que hacen los héroes, "salvar a los inocentes".
Al pensar en ello, Saber recuerda a toda la gente que ayudó cuando estaba vivo, lo cual le hizo entender que Rider tenía razón. Por desgracia, Gordes usó su magia para herir de gravedad al joven homúnculo, dejándolo al borde de la muerte. Al ver lo sucedido, Saber trató de ayudar al joven herido, a lo que Gordes se opuso rotundamente, pese a que las órdenes eran devolver al homúnculo con vida. Al ver que razonar con su master era inútil, Saber le dejó inconsciente de un golpe, para luego pensar en como enmendar su error. En ese momento apareció Ruler, quien había visto lo sucedido y exigió una explicación del por qué dos servants de la misma facción estaban luchando.
Antes de responder a esa pregunta, Saber of Black se limitó a explicar el error que había cometido al dejar que las cosas terminaran así. Como el gran héroe que fue en el pasado, siempre quiso ayudar a otros, pero debido a las órdenes de su master, dejó que alguien inocente fuera herido de muerte. Como acto seguido, Saber arrancó su propio corazón, ante el asombro de los presentes, y se lo implantó al moribundo homúnculo, logrando así, salvarle la vida. Ante ese inesperado suceso, la muerte de Siegfried era cuestión de segundos, pero antes de irse, explicó el motivo de su radical decisión.
A lo largo de su vida, él hizo todo lo posible para ayudar a otros, pero esto siempre sucedía porque la gente se lo pedía. No obstante, por una vez en su vida, él quería salvar a alguien por decisión propia, momento que finalmente había llegado. Una vez que logró su humilde hazaña, Saber le pidió a Ruler que cuidara a ese joven homúnculo, al cual le dejó un gran regalo, más allá de una segunda oportunidad de vivir. Ruler, conmovida por semejante acto heroico, aceptó la petición, momento en que Siegfried se desvanece con una sonrisa llena de orgullo y satisfacción. Un verdadero héroe se había marchado antes de tiempo, o al menos, eso creyeron todos los presentes.

## Otras apariciones
Siegfried aparece como un personaje jugable en el juego Fate/Grand Order, participando en la anomalía de Orleans. En el año 1431, una versión oscura de Juana de Arco, "conocida como Jeanne Alter" comienza a causar caos y muerte por doquier, buscando venganza contra quienes la traicionaron, y para ello invoca al dragón maligno Fafnir, junto a un ejército de wyverns y algunos servants. Debido a ello, Siegfried es invocado en la misma era, desorientado y sin un master, hasta que descubre un pueblo que estaba siendo atacado por los servants lacayos de Jeanne Alter, y decide enfrentarlos. Su intervención provocó que Jeanne le maldijera con hechizos, dejándole incapacitado para luchar, pero aun así, se las arregló para sobrevivir y esconderse en un castillo, con ayuda de Saint Martha.
Posteriormente, Ritsuka Fujimaru y Mash logran encontrarle y explicarle la situación, pero su cuerpo aun tenía las secuelas de la maldición. Ruler "Juana de Arco" y Rider "Marie Antoinette" intentan curar su maldición sin éxito, pero le dan energía suficiente para mejorar su estado. En ese momento, Jeanne Alter aparece junto a Fafnir, dispuesta a usarlo para acabar con los intrusos, pero gracias a la intervención de Siegfried y su espada Balmung, la tirana y el dragón maligno tuvieron que huir. Para sacar por completo la maldición de su cuerpo, Saint George se les unió para terminar el trabajo, logrando que el asesino de dragones recupere todo su poder.
Con su curación completada, luchó junto a Ritsuka y compañía contra el ejército de Jeanne Alter. En un intenso combate, Siegfried logró derrotar a Fafnir, para luego unir fuerzas con Saint George para enfrentar a los wyverns restantes. Una vez que la anomalía fue restaurada, Siegfried y Saint George mostraron sus respetos y se desvanecieron junto con todos los servants que participaron en esa guerra.

## Datos curiosos
- El seiyu de Saber of Black es Junichi Suwabe, quien también pone su voz para Archer, de la serie Fate/stay night.

- Ambos servants tienen rango "E" de suerte en sus respectivas series.

- En el juego Fate Grand Order, Balmung puede subir a rango EX.

- En ese mismo juego, Siegfried se ganó el apodo de Sumanai.

- Pese a que es considerado un asesino de dragones, él también posee atributo dragón.

- Datos: Q48781532